# ITIL

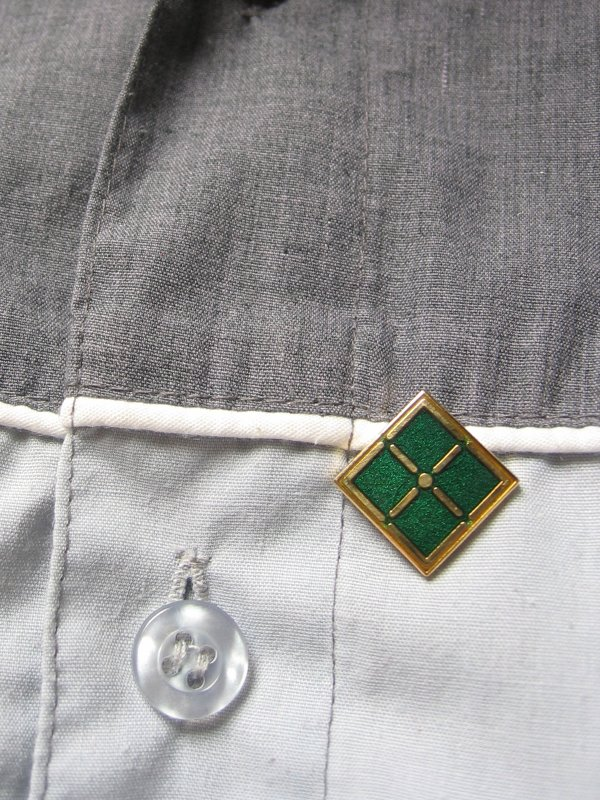
Pin de certificació de la ITIL Foundation

Information Technology Infrastructure Library (Biblioteca d'Infraestructura de Tecnologies de la Informació), que normalment es coneix com a ITIL, és un marc de referència que descriu un conjunt pràctiques recomanades per a l'entrega de serveis de tecnologies de la informació i la comunicació (TIC) d'alta qualitat. L'ITIL descriu un conjunt de processos de gestió que poden ajudar les organitzacions a millorar tant amb l'entrega dels serveis com amb l'eficiència de les operacions de TIC. Aquests procediments són independents del proveïdor i han estat desenvolupats per servir com a guia que abasti tota infraestructura, desenvolupament i operacions de TIC.